# Maria Celene Ferreira Cardoso de Almeida
Maria Celene Ferreira Cardoso de Almeida nasceu em Aveiro, Portugal, em 14 de junho de 1926. Foi a terceira mulher a se formar em Engenharia Agrônoma no estado de Pernambuco, na Escola Superior de Agricultura de Pernambuco, atual UFRPE, no ano de 1948. Também é conhecida como a "mãe da acerola" no Brasil, pois foi ela que introduziu o cultivo no país em 1958. Foi uma importante pioneira que clamava por mais mulheres na Engenharia. 

## Biografia
De origem portuguesa, Maria Celene se mudou para o Recife aos dois anos e se naturalizou brasileira. Cursou Engenharia Agrônoma em uma turma com 40 aunos, sendo que desses 38 eram homens. Concluiu a graduação em 1948 e não parou de estudar.
Maria Celene fez pós-graduação na Venezuela sobre Educação Agropecuária e na Universidade de Porto Rico em Extensão Agropecuária. Além de ter sido professora na UFRPE, ela compôs a Secretaria de Agricultura Indústria e Comércio de Pernambuco. 
Quando terminou seu curso de pós-graduação em Porto Rico, retornou para Pernambuco com algumas sementes da "cereja das antilhas". Essas sementes, da árvore frutífera que hoje conhecemos como acerola, foram plantadas no campus da UFRPE e, em pouco tempo, se difundiram pelo país. Por isso que Maria Celene é considerada a introdutora dessa fruta na nossa cultura.
No seu 3° ano do curso de graduação (1947), Maria escreveu um artigo para a Revista de Agricultura , que era editada pelo Diretório Acadêmico do Curso de Agronomia. Nesse artigo, ela incentivava as mulheres da época a ingressarem no curso de Engenharia Agrônoma, mostrando como o papel delas era importante.
Maria Celene faleceu em setembro de 2012.

## Homenagens
Maria Celene foi homenageada, em 1998, pelos seus 50 anos de atividade com o Diploma de Mérito Agronômico pela Academia Pernambucana de Ciência Agronômica, da qual ela é imortal desde 2006.